# 상평초등학교 (전북)
상평초등학교는 대한민국 전라북도 군산시 옥구읍 상평향교길 32 (상평리)에 있었던 초등학교이다.

## 연혁
- 1949년 10월 25일 상평공립국민학교 개교(설립인가 9월 1일)
- 1984년 2월 29일 병설유치원 설립인가
- 1996년 3월 1일 상평초등학교로 개칭
- 2008년 3월 1일 옥구초등학교로 통폐합